# Curse of the Undead
Curse of the Undead (bra: Sanha Diabólica) é um filme estadunidense de 1959, em preto e branco, dos gêneros faroeste e horror, dirigido por Edward Dein, roteirizado pelo diretor e Mildred Dein.

## Elenco
- Eric Fleming como Pregador Dan Young
- Michael Pate como Drake Robey / Don Drago Robles
- Kathleen Crowley como Dolores Carter
- John Hoyt como Dr. John Carter
- Bruce Gordon como Buffer
- Edward Binns como Xerife (Não creditado)
- Jimmy Murphy como Tim Carter
- Helen Kleeb como Dora
- Jay Adler como Jake